# Contracaecum spiculigerum
Contracaecum spiculigerum är en rundmaskart. Contracaecum spiculigerum ingår i släktet Contracaecum och familjen Anisakidae. Inga underarter finns listade i Catalogue of Life.